# Conditioneringswetten
Conditioneringswetten zijn kenmerken van de geconditioneerde reflexen.

## Versterking of reïnforcement
Versterking of reïnforcement is een van de middelen om de voorwaardelijke reflex (VR) met een grotere waarschijnlijkheid te laten optreden is met regelmaat de 2e stimulus of voorwaardelijke prikkel (VP) te laten volgen door de 1e stimulus of onvoorwaardelijke prikkel (OP).
Het continu aanbieden is de reïnforcement, de 1e stimulus de reïnforcer.
VoorbeeldNa bijvoorbeeld vier continue aanbiedingen van geluid (VP) en voedsel (OP) reageert de hond op het geluid met 10 druppels speeksel, na 7 aanbiedingen met 13 druppels. De reactie is dus groter en regelmatiger, en dus is de connectie tussen S en R meer bekrachtigd of reïnforced.

## Uitdoving of extinctie
Uitdoving of extinctie is het proces waarbij de voorwaardelijke reflex (VR) geleidelijk verdwijnt: dit gebeurt door herhaald aanbieden van de voorwaardelijke prikkel (VP), zonder dat de onvoorwaardelijke prikkel (OP) daarop volgt.
VoorbeeldAls de hond tijdens een reeks proeven alleen geluid (VP) te horen krijgt, en de aanbieding van voedsel (OP) achterwege blijft, vermindert de speekselafscheiding telkens.
OpmerkingDit is een fysiologisch proces dat niet zonder meer een ‘uitwissen-of-vergeten’ is. Er bestaat namelijk spontaan herstel. Het kan bijvoorbeeld zijn dat de volgende dag de geconditioneerde reflex zeer snel terug aangeleerd kan worden. Hieruit valt te besluiten dat de extinctieprocedure soms vele malen moet worden toegepast, wil de voorwaardelijke reflex niet meer terugkomen.

## Prikkelgeneralisatie
Prikkelgeneralisatie is het proces waarbij prikkels aanverwant aan de voorwaardelijke prikkel (VP) qua kwaliteit en intensiteit e.a. geleidelijk ook de voorwaardelijke reflex (VR) tot gevolg zullen hebben.
Voorbeeld 1Als een hond leert speeksel af te scheiden (VR) op een toon van 1000 trillingen per seconde zal hij na verloop van tijd ook speeksel afscheiden op hogere en lagere tonen, bijvoorbeeld 500 à 1500 trillingen per seconde.
Voorbeeld 2Een vogel die in een laboratorium geleerd heeft om op een geelachtige-oranje plek te pikken voor het verkrijgen van graan, zal ook pikken op plekken met een iets andere kleur. Hoe minder de kleur echter lijkt, hoe minder de vogel zal pikken.

## Prikkeldiscriminatie
Prikkeldiscriminatie is een soort rem op de prikkelgeneralisatie. Het is een proces waarbij men leert niet te reageren op stimuli ook al lijken ze bijzonder veel op de oorspronkelijke voorwaardelijke prikkel (VP).
VoorbeeldAls een hond leert speeksel af te scheiden (VR) op een toon van 1000 trillingen zal hij volgens de wet van generalisatie dit ook doen op 500 à 1500 trillingen per seconde. Als hij echter systematisch voedsel (OP) krijgt toegediend op de toon van 1000 zal hij enkel en alleen gaan reageren op deze toon. Er werd dus selectieve of differentiële reïnforcement toegepast. De 1000 trillingen werden bekrachtigd. Ofwel kan men ook zeggen dat er selectieve extinctie werd toegepast, alle reacties behalve die op de toon van 1000 trillingen werden uitgedoofd.

## Conditionering van hogere orde
Conditionering van hogere orde is de naam voor het proces waarbij een conditionering geconditioneerd wordt. 
VoorbeeldAls een hond eenmaal geconditioneerd is, kan men deze stimulus op zijn beurt gaan gebruiken voor nieuwe conditioneringen. Laat men aan het belgeluid een brandend lampje op voorafgaan, dan zal de hond al speeksel afscheiden als reactie op het brandende lampje.
OpmerkingIvan Pavlov deelde mee dat hij er niet in geslaagd was om conditioneringen van hogere dan de tweede orde tot stand te brengen. Het is echter niet uitgesloten dat bij mensen wel conditioneringen van derde of misschien nog hogere orde voorkomen.